# موجاندجاي كاسوتو
موجاندجاي كاسوتو (بالإنجليزية: Mujandjae Kasuto) (مواليد 25 نوفمبر 1985) هو ملاكم ناميبي، مثّل بلاده في الألعاب الأولمبية الصيفية في دورتي 2008 و2012.

## روابط خارجية
موجاندجاي كاسوتو على موقع أوليمبيديا (الإنجليزية)
- موجاندجاي كاسوتو على موقع اتحاد ألعاب الكومنولث (مؤرشف) (الإنجليزية)
- موجاندجاي كاسوتو على موقع دورة ألعاب الكومنولث 2006 (مؤرشف) (الإنجليزية)